# Condado de Deer Lodge
El condado de Deer Lodge (en inglés: Deer Lodge County), fundado en 1864, es uno de los 56 condados del estado estadounidense de Montana. En el año 2000 tenía una población de 9.417 habitantes con una densidad poblacional de 3 personas por km². La sede del condado es Anaconda.

## Geografía
Según la Oficina del Censo, el condado tiene un área total de 1919 km² (740,9 mi²), de la cual 1909 km² (737,1 mi²) es tierra y 10 km² (3,9 mi²) (0.57%) es agua.

### Condados adyacentes
- Condado de Granite - noroeste
- Condado de Powell - norte
- Condado de Jefferson - este
- Condado de Silver Bow - sureste
- Condado de Beaverhead - sur
- Condado de Ravalli - oeste

## Carreteras
- Interestatal 90
- U.S. Highway 10 (antigua)
- Carretera Estatal de Montana 1
- Carretera Estatal de Montana 43
- Carretera Estatal de Montana 48

## Demografía
En el 2000 la renta per cápita promedia del condado era de $26,305, y el ingreso promedio para una familia era de $36,158. En 2000 los hombres tenían un ingreso per cápita de $27,230 versus $18,719 para las mujeres. El ingreso per cápita para el condado era de $15,580. Alrededor del 15.80% de la población estaba bajo el umbral de pobreza nacional.

## Ciudades y pueblos
- Anaconda